# Station Amsterdam Amstel (gebouw)
Station Amsterdam Amstel ook wel Amstelstation is een trein-, metro- en busstation. Het gebouw uit de periode 1937-1939 werd in 2004 tot rijksmonument verklaard.

## Gebouw
Aan het gebouw werd gedurende de periode 1937 tot en met 1939 gewerkt. Er zijn drie ontwerpers mee bezig geweest. Namens de Nederlandse Spoorwegen was Hermanus Gerardus Jacob Schelling verantwoordelijk (hij werkte daar), voor de Gemeente Amsterdam Jan Leupen en voor het stedenbouwkundige deel Cor van Eesteren (hij was in basis ook architect). Er werd een spoorstation gebouwd in functionalistische stijl. Het werd gebouwd als onderdeel van het Plan De Miranda, een werkwijze ter bestrijding van de economische en sociale crisis. Op 15 oktober 1939 kwam koningin Wilhelmina het station openen.  Het functionalisme is terug te voeren in de basis dat er een "optimale bereikbaarheid voor diverse vormen van vervoer" moest zijn; hetgeen het Amstelstation een bijzondere plaats geeft binnen de stations in Nederland. Om alles een plaats te kunnen geven ligt alles verdeeld over diverse niveaus. Een van de ingangen ligt op het polderniveau van de Watergraafsmeer; de ingang aan het Julianaplein voert met een trap naar de stationshal. Het terrein noordoostelijk van het station ligt op een peil daartussen, ook daar moet men met de trap naar de stationshal. Het terrein zuidwestelijk van het station ligt op hetzelfde niveau van de hal. De perrons liggen weer een niveau hoger; zij moesten immers aansluiten op het spoor dat bij de Spoorwegwerken Oost op een dijklichaam kwam te liggen. Het geheel is gebouwd op een langgerekt terrein en wordt ondersteund door een betonnen paalfundering, daarboven is er een dragende constructie van staal. Het gebouw kreeg het uiterlijk mee van een gebouw tussen kerk en fabriek in.
De stationshal werd haaks op het spoor opgetrokken, hetgeen maar bij weinig Nederlandse station voorkomt. De hal heeft daarbij een relatief grote hoogte en heeft een rechthoekig vloeroppervlak. De korte kanten kregen daarbij een verticale geleding mee met lisenen. De oostgevel kreeg aanvullend haut-reliëf mee. De zeven verticale banen en pilasters (Frans "bois fleuri" kalksteen dat vlekkerig is) beginnen boven de plint (Zweeds graniet) met zeven zes-ruitsvensters. De lange gevels bestaan uit een combinatie van bakstenen met speklagen en een grote glaspartij over de volle lengte van de gevels. Deze grote hoeveelheid glas om het zonlicht diep in het station door te laten dringen, was destijds een noviteit. Het geheel draagt een zadeldak met schilden met flauwe helling en overstek. Deze hal heeft aan noord- en zuidzijde zijbeuken en portalen met een veel geringere hoogte (een verdieping), waarin ook veel glas waaronder ronde vensters.  
Deze oostelijke hal staat in verbinding met de veel lagere westelijke hal. Deze hal bood plaats aan inname, transport en opslag van bagage, en gaat over in de tunnel onder het spoor door. Zij heeft twee verdiepingen waarvan de hoogste op spoorniveau ligt. Vanuit deze hal vertrekken vier hardstenen trappen (nog twee in oorspronkelijke staat) naar twee eilandperrons, die oorspronkelijk ook via hellingbanen te bereiken waren. De wanden van de trapgangen zijn van geglazuurd baksteen in klezoorverband. In de perronhal met een dragende staalconstructie met opnieuw veel glas liggen twee langgerekte eilandperrons noord-zuid die betegeld zijn met tegels. Op een van de perrons staat een wachtlokaal, dat een plint heeft van travertijn met daarboven een glazengevel in stalen kozijnen. Het lokaal heeft een eigen plat dak met een koperen lijst. De toegangsdeuren bevinden zich aan de kopse kanten (niet aan het spoor) en hebben verchroomde staven als handgrepen afgesloten met konische knoppen. De westzijde van de perronshal sluit met een betonnen sokkel aan op het talud; de oostzijde is een gemetselde muur met acht ronde ruiten ten zuiden van de stationshal en negen ten noorden daarvan.
Op 16 augustus 2004 werd het gebouw tot rijksmonument verklaard vanwege de overzichtelijkheid en scheiding van de diverse verkeersstromen (spoor, trams etc.). Het station vond qua ontwerp volgelingen binnen de stations bouw. Ook de bijzondere haakse plaatsing van de ontvangsthal ten opzichte van het spoor was een reden het tot monument te verklaren. Tot slot werd het gezien als belangrijk bouwwerk binnen het oeuvre van Schelling.

## Afbeeldingen

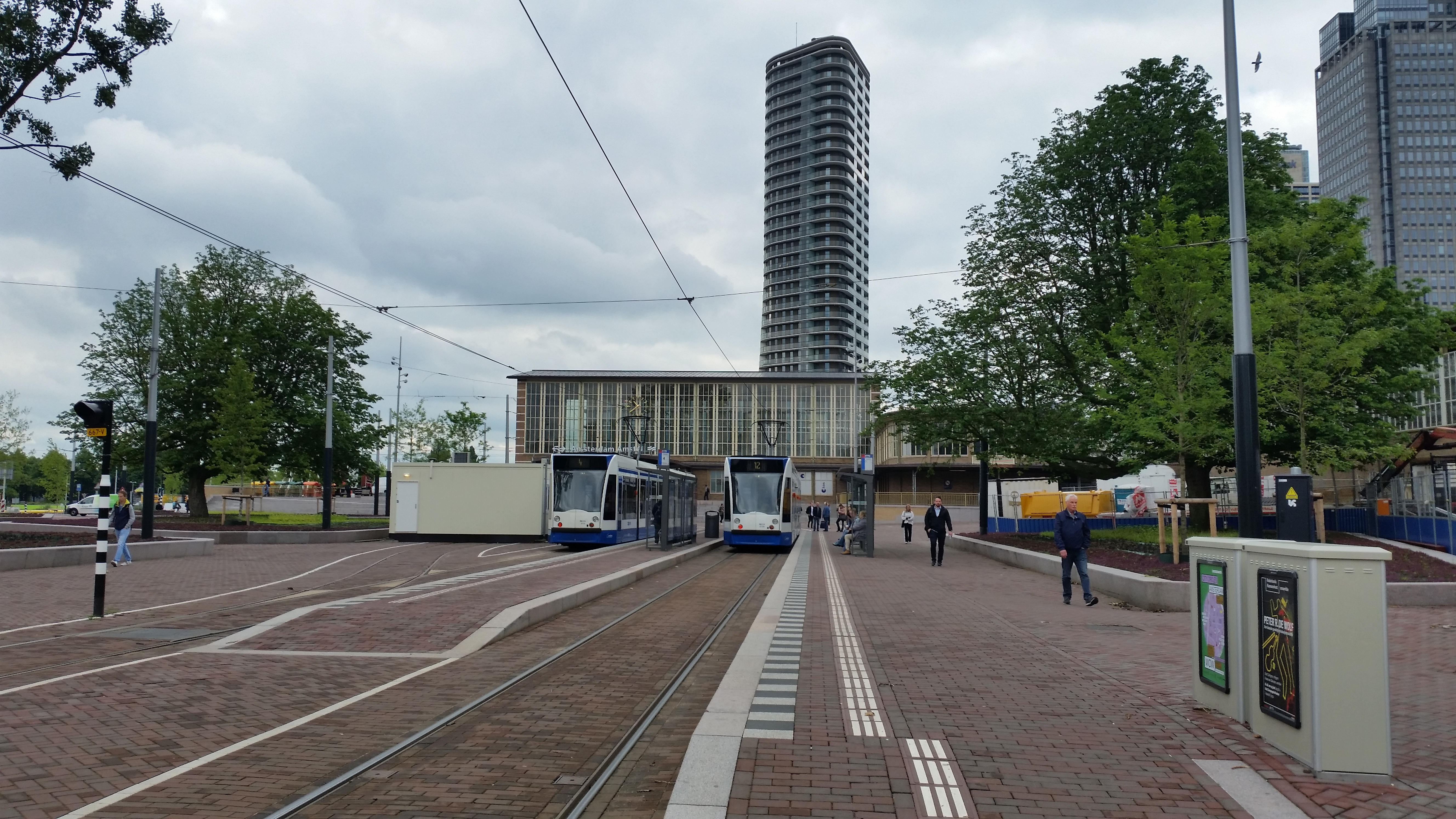
Amstelstation, eindhalte tram (juni 2019)
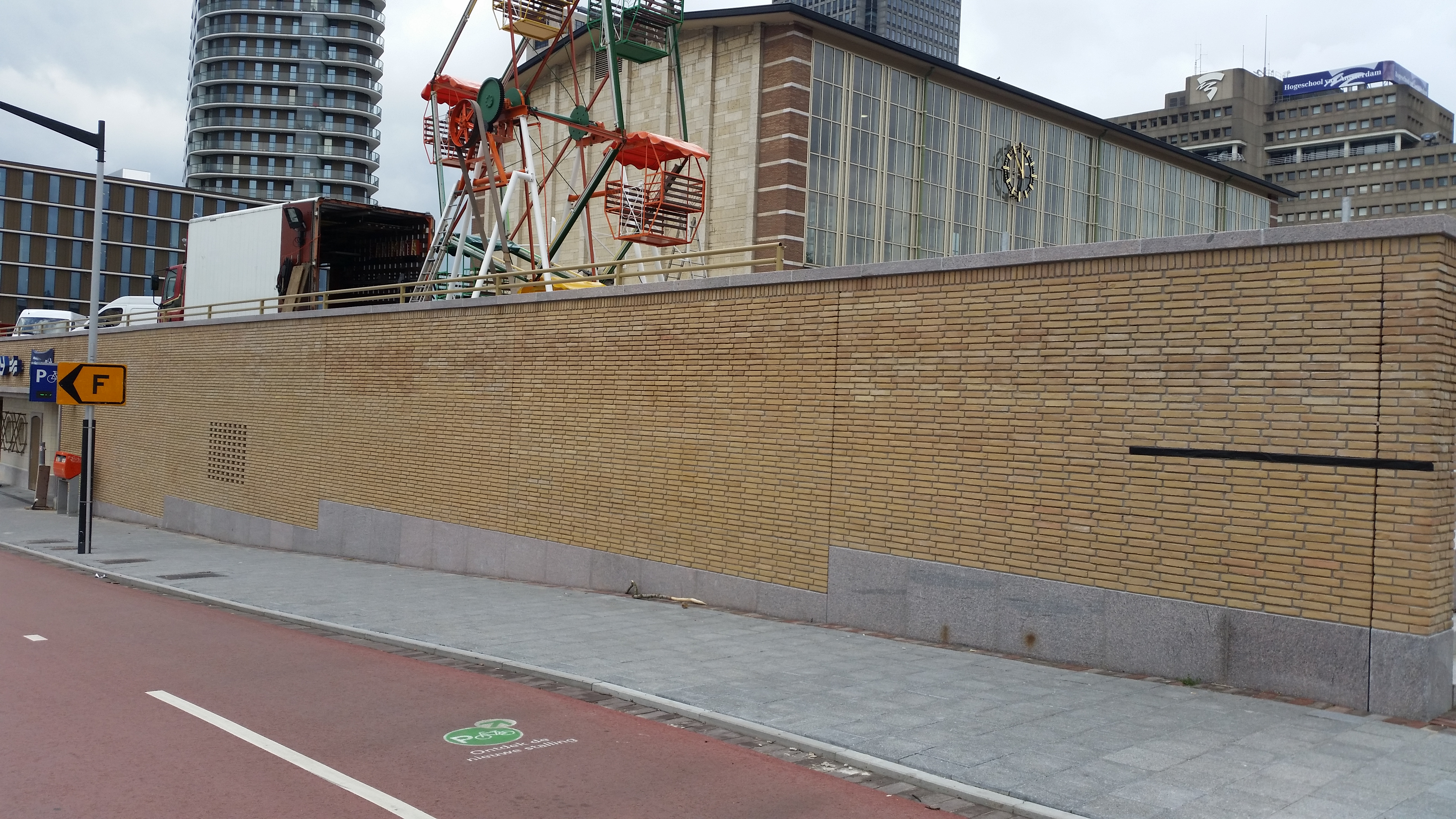
Amstelstation vanaf Julianaplein (juni 2019)
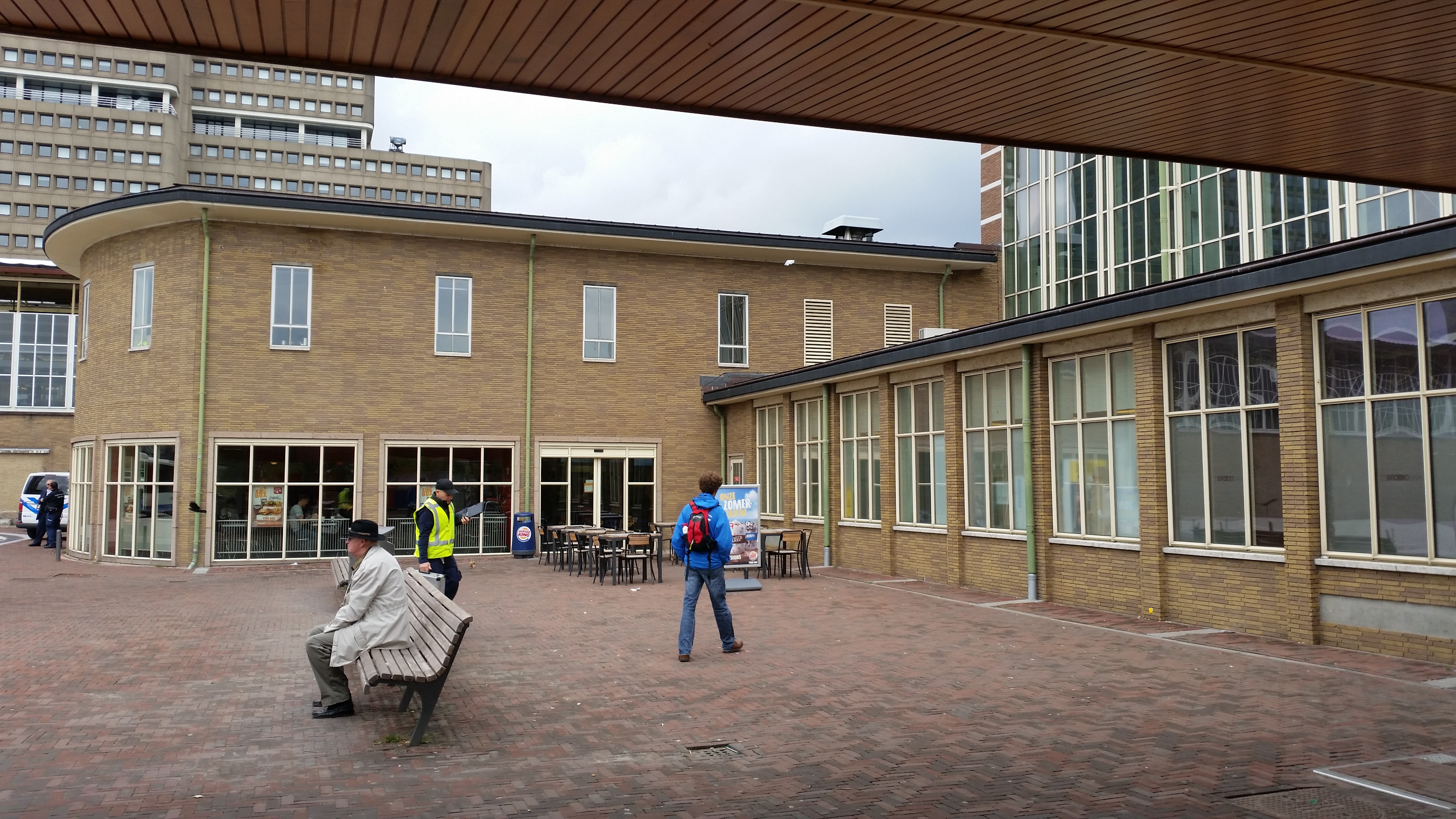
Zuidelijke zijbeuk (juni 2019)
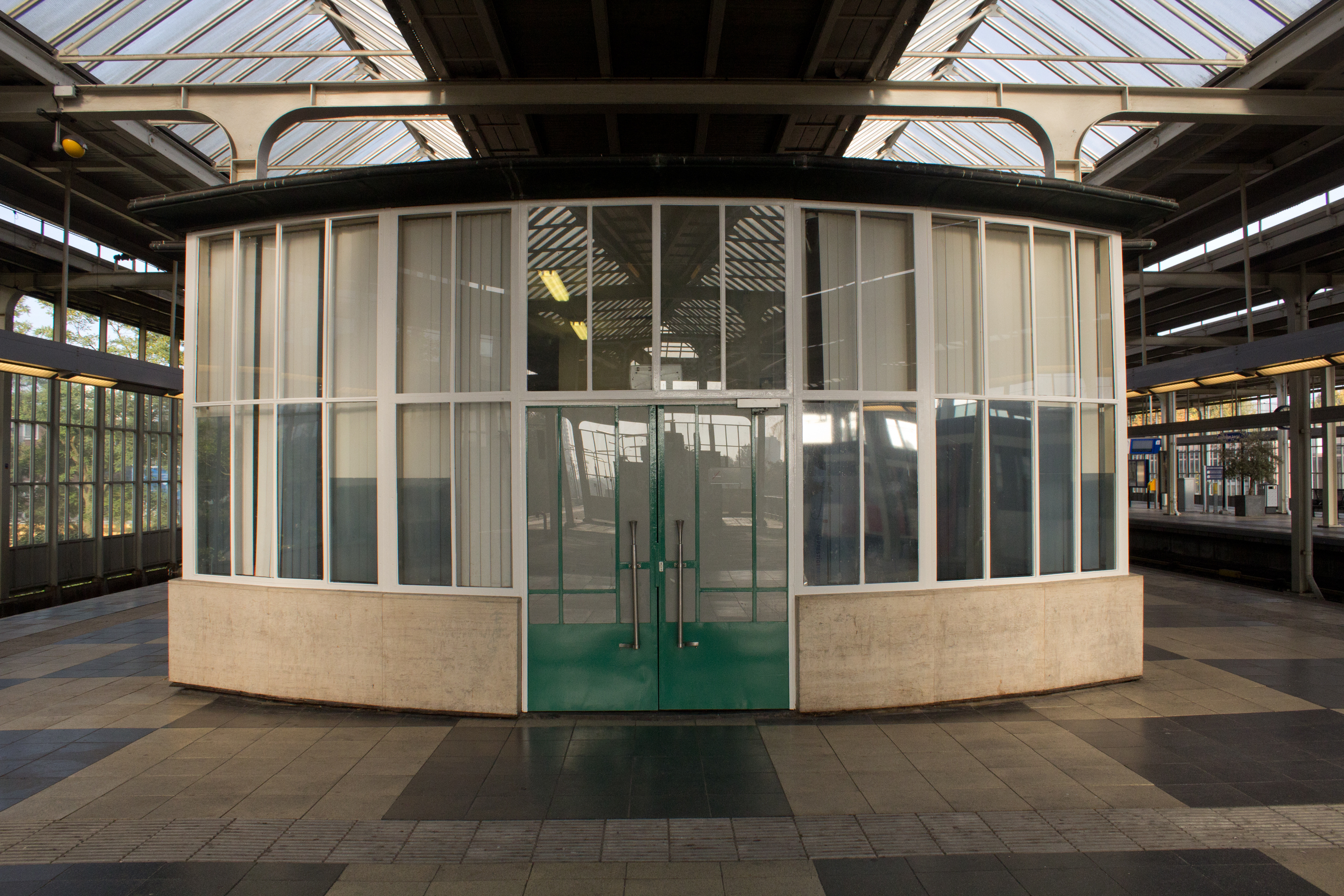
Wachtruimte (oktober 2015)